# 今井道雄
今井 道雄（いまい みちお、1914年1月24日 - 1990年9月4日）は、日本の実業家。丸井今井代表取締役社長、札幌商工会議所会頭、札幌証券取引所理事長等を務めた。

## 来歴・人物
北海道札幌市生まれ。1938年東京商科大学（現一橋大学）を卒業（同期に小泉明ら）。大阪の大丸百貨店で修業したのち、家業の丸井今井グループ入りし、1944年から丸井今井の三代目代表取締役社長を務めた。1973年から札幌商工会議所会頭を務め、北海道商工会議所連合会会頭、札幌観光協会会長、北海道百貨店協会会長、札幌証券取引所理事長なども歴任した。1974年北海道経済連合会設立発起人代表。1981年エフエム北海道発起人。1987年北海道立文学館建設期成会会長。1989年札幌日仏協会会長。1991年北海道開発功労賞受賞。